# コルク

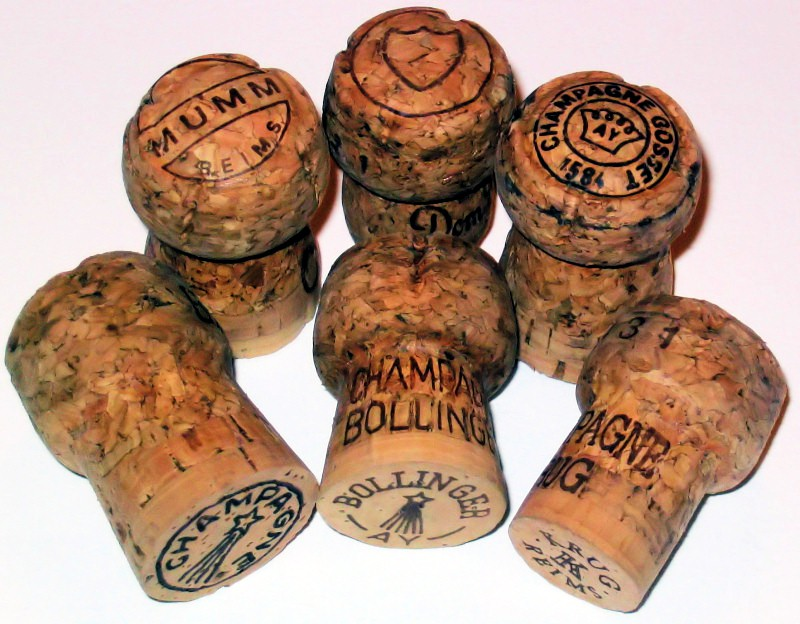
コルクを打ち抜いて作った瓶の栓

コルク（木栓、蘭: kurk、英: cork）は、コルクガシの樹皮のコルク組織を剥離して加工した、弾力性に富む素材の総称である。空気をよく含み、軟らかい。
当項目ではコルクに似せて作った合成素材の合成コルクについても記述する。

## 概要
コルクは本来はコルクガシの樹皮である。コルクガシは地中海性気候を好み、南ヨーロッパや北アフリカに分布する。イベリア半島をはじめ、イタリアなどでもコルク製造のために栽培される。
主な生産地はポルトガルであり、全世界の生産量の約52%を占める。そのほか、スペイン (29.5%)、イタリア (5.5%)、アルジェリア (5.5%)、モロッコ (3.7%)、チュニジア (2.5%)、フランス (1.1%)などで生産される。世界のコルク林面積は約228万ヘクタール。その内訳はポルトガル (32.4%)、スペイン (22.2%)、アルジェリア (18.2%)、モロッコ (15.2%)、フランス (4%)、チュニジア (4%)、イタリア (4%)である。
なお、コルクガシはコルク層の採集目的だけではなく、防砂林としても植えられている。
生物学史ではロバート・フックがコルクの断面を観察し、多数の小部屋を見つけてこれにCellと名付け、これが後に細胞（cell）の語に使われたことから、細胞発見の素材としても知られている。

## 採取と加工の方法
採集する際に形成層などの生きた組織を痛めないように、樹皮のみをはいで製造する。コルクガシを植樹後、数年を経た段階で、第1回の剥ぎ取りを行う。この時に得られた樹皮（バージンコルク）は表面が亀裂や凹凸に富み、加工製品の素材としては適さない。そのため、洋ランのような熱帯性の着生植物を着生状態で栽培する時の植え付け材として利用される。
その後は数年ごとに再度厚く成長した樹皮を剥ぎ取っていく。この2回目以降に得られた樹皮は表面が平滑な均質性の高い材質であるので、打ち抜いてワインなどの瓶の栓を製造する。剥ぎ取られた樹皮はまず高温蒸気処理を受ける。これによって樹皮は弾力を増やし、丸みがとれて平らになり、打ち抜きやすくなる。打ち抜かれて残った樹皮は粉砕された後に接着剤と共に圧縮され、圧搾コルクとして利用される。
なお、コルクガシのほかには、日本に自生するアベマキからもコルク層を収穫することができるが、コルクガシに比べて質は劣る。アベマキは、1961年には広島県、岡山県、兵庫県などを中心に約6000tが生産されていたが、1966年には乱獲がたたり236tと激減。需要の大半は、本家のコルクに置き換わった。

## 利用

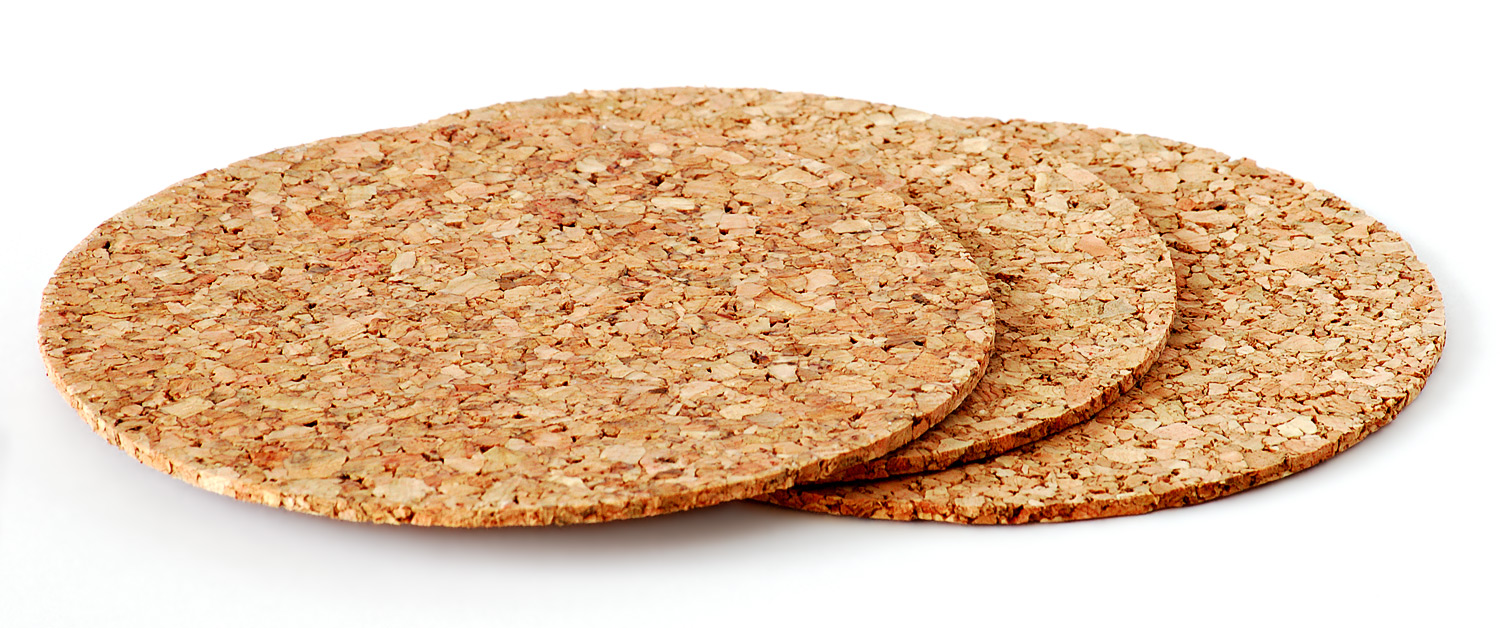
粉砕したコルクを薄い薄板に圧縮成型して作ったコースター

発泡プラスチックのように多孔質で、弾力性があり水をほとんど通さないが、通気性はわずかにあり、保温性に優れている。天然ゴムが広く知られるまで、欧米圏における緩衝材や密閉材として重要なものであった。
現在の代表的な利用としてはワインの瓶の栓が挙げられる。ただし、この用途に用いられるコルクはコルクの全体消費量の約15%にすぎない。しかし、収入においては66%を占めている。なお、バージンコルクは形が悪いので、ワイン栓には普通使われない。コルク栓を打ち抜いた後の端材は、粉砕して成型加工され、フローリング用床材や断熱材など、様々な用途に供される。
コルクは精密機械の緩衝マウントなどとしても重要な素材であった。近代以後は成型自由度が高く硬度のコントロールも可能で、また安価な天然ゴムや合成ゴムに取って代わられていったが、現在でもまだ化成素材に比べて可塑剤の滲出が無い、紫外線に強いといった長所があり、三脚のカメラマウントなどの高級品ではコルク板が使用されることがある。
多孔構造と弾力性により、針を一度や二度刺した程度ではほとんど痕が残らない。これを利用し、メモなどをピン留めする掲示板（コルクボード）として用いられてきた。より安価な合成発泡素材のボードや、損耗がないマグネットボードが普及した現在でも、ボード自体をコルクの風合いを活かしたインテリア、つまり室内装飾品及び住宅の建材として用いられる。
楽器
オーボエ、クラリネット、ファゴット、サクソフォーンといった木管楽器の接合部分にもコルクが用いられ、楽器内部の密閉性などに大きく関わってくるため、音色など楽器のバランスに重大な影響を及ぼす。
スポーツ用具
野球の硬式球の芯、卓球のラケット、バドミントンのシャトルなどが挙げられる。
バットを改造してコルクを詰めることは公認野球規則で禁止されている。これはコルクの反発係数が高いためである。
ルアーやフライフィッシング用の釣り竿のグリップ部分にもよく利用される。滑りにくく竿の感度がダイレクトに手に伝わり、水濡れにほとんど影響されず、何より風合いが良いため、多くのルアー釣りやフライ・フィッシング愛好家に好まれている。
その他
最近ではアクセサリーの素材として利用されることもある。中国などでは、コルクの板を彫刻して立体的な彫刻画が製造されている。
靴やサンダルのソールや、家具がフローリングに擦れるのを防止するマットなど機能に加えて天然素材である事からエコやナチュラルなイメージを活かした製品も多い。
鉄道模型においては粉砕コルクを成形加工したものを「コルク道床」として主にレイアウト製作において使用するほか、バージンコルクの表皮の質感を活かして「岩壁」を表現するのに用いられる（「コルクロック」という名称で販売されている）。また、各種の大きさに選別した粉砕コルクが「コルクパウダー」という名称で販売されており、これらは岩や石、バラストの表現に用いられる。

## 合成コルク
コルクの代替品としてプラスチックなどの合成素材で作ったコルクのような物質は、合成コルクと呼ばれる。合成コルクの商品としては、NkorcやNomacorcなどが存在する。
合成コルクは主にワインの瓶の栓として使用される。安価なワインに使用されることが多いが、コルクガシから採ったコルクが天然素材ゆえに微生物による汚染（それによってカビ臭、ブショネなどと呼ばれる不快な臭いがワインに移ってしまう）やコルクダストなどの問題が存在するのに対し、合成コルクにはそれらの問題が存在しない。
ポルトガルの最大手コルク製造会社アモリンによると、2017年に世界で生産された瓶入りワイン約190億本のうち70％以上に天然コルクが使われた。一時期下がっていた天然コルクの比率は、2010年以降再び高まっている。これには、ワイン消費量が増えている中国で、天然コルク栓が好まれていることが背景となっている。中国人は、天然コルク栓を開けてワインを飲むことが伝統を重視する文化的な行為と考えているほか、消費財で偽造品が横行している中国において、高級ワインで詰め替えを行った場合、合成コルク栓やスクリューキャップと比べて、底部のシミや側面の膨らみにより熟成状況が分かる天然コルク栓は判定しやすいためである。

## ギャラリー

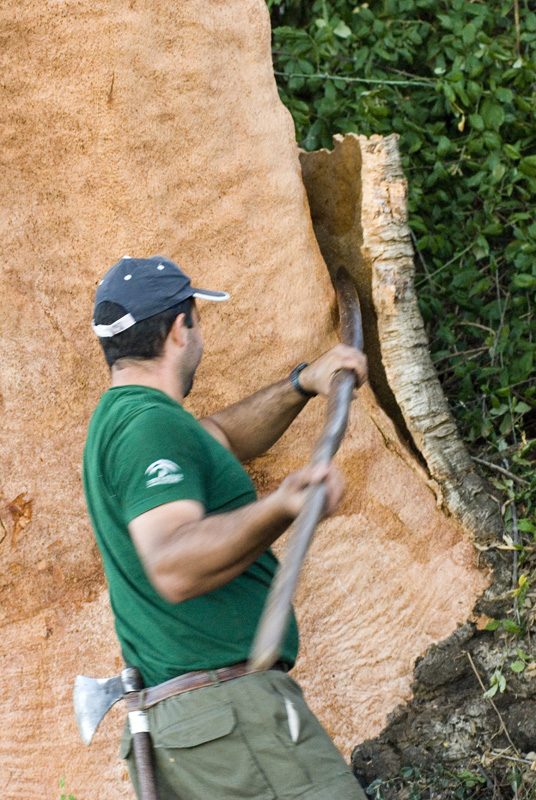
樹皮のコルク層の剥ぎ取り（スペイン）
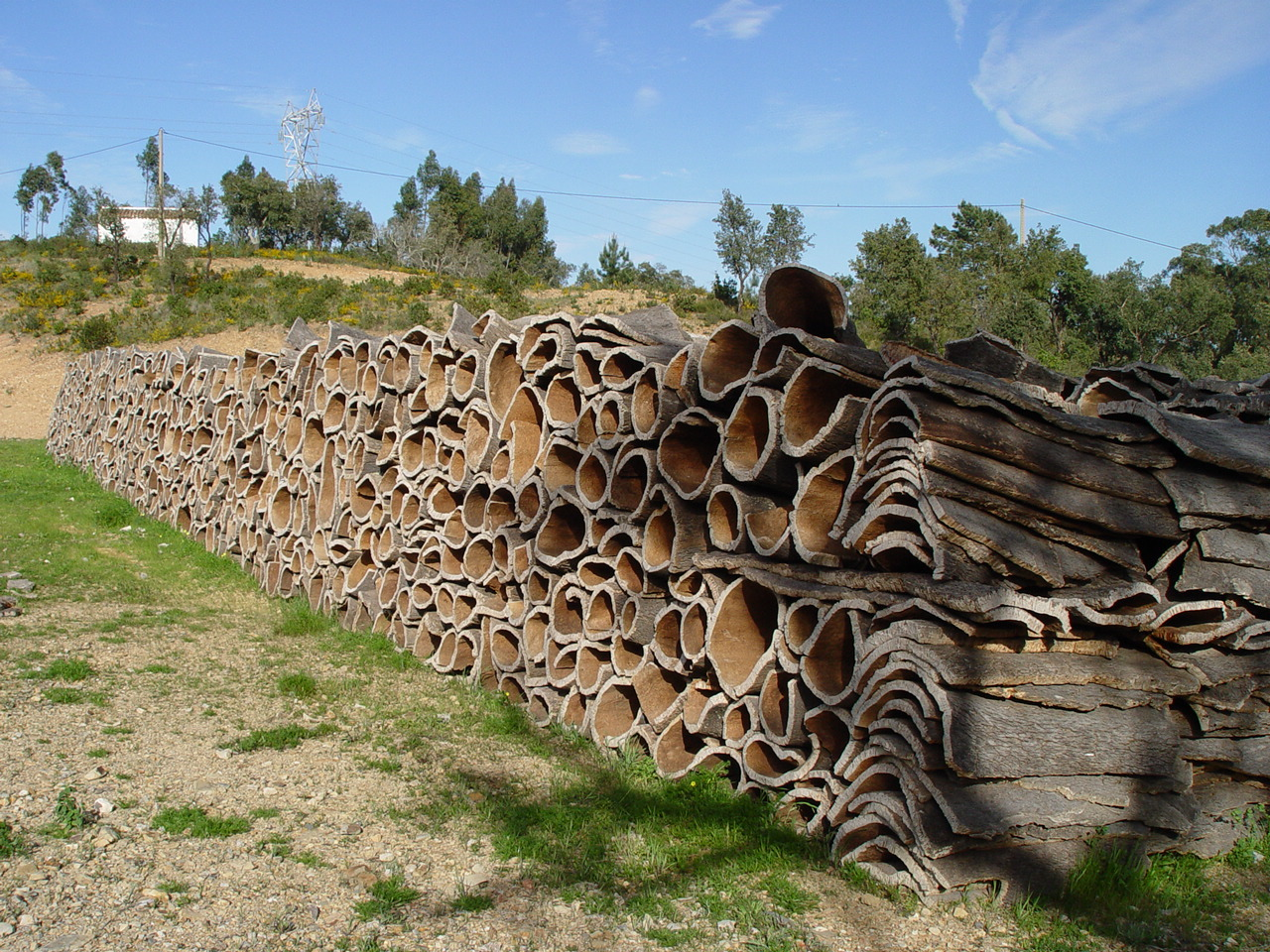
コルクガシから採取したコルク原材（ポルトガル）